# Der Schmuck der Herzogin (film 1916)
Der Schmuck der Herzogin è un film muto del 1916 scritto e diretto da Siegfried Philippi. Ne fu protagonista la moglie del regista, l'attrice Lissy Lind.

## Produzione
Il film fu prodotto dalla Pan-Film GmbH di Berlino.

## Distribuzione
Il film fu presentato a Berlino nel 1916; nel novembre di quell'anno, ottenne il visto di censura BZ.39994.